# Nationaal Baancircuit
Het Nationaal Baancircuit is een Nederlands atletiekevenement, dat jaarlijks plaatsvindt bij een drietal atletiekverenigingen. Sinds 1997 zijn de Klaverblad Arena Games, Gouden Spike (Nederland) en Ter Specke Bokaal met elkaar verbonden door de Atletiekunie, en daarmee onderdeel van het Nationaal Baancircuit. Sinds oprichting staan het wedstrijden van het baancircuit bekend als het Nederlandse toneel voor de (inter)nationale (sub)top. De wedstrijden zijn gratis te bezoeken.

## Onderdelen
De onderdelen die op het Nationaal Baancircuit worden afgewerkt, verschillen per jaar.